# John Selbach Museum

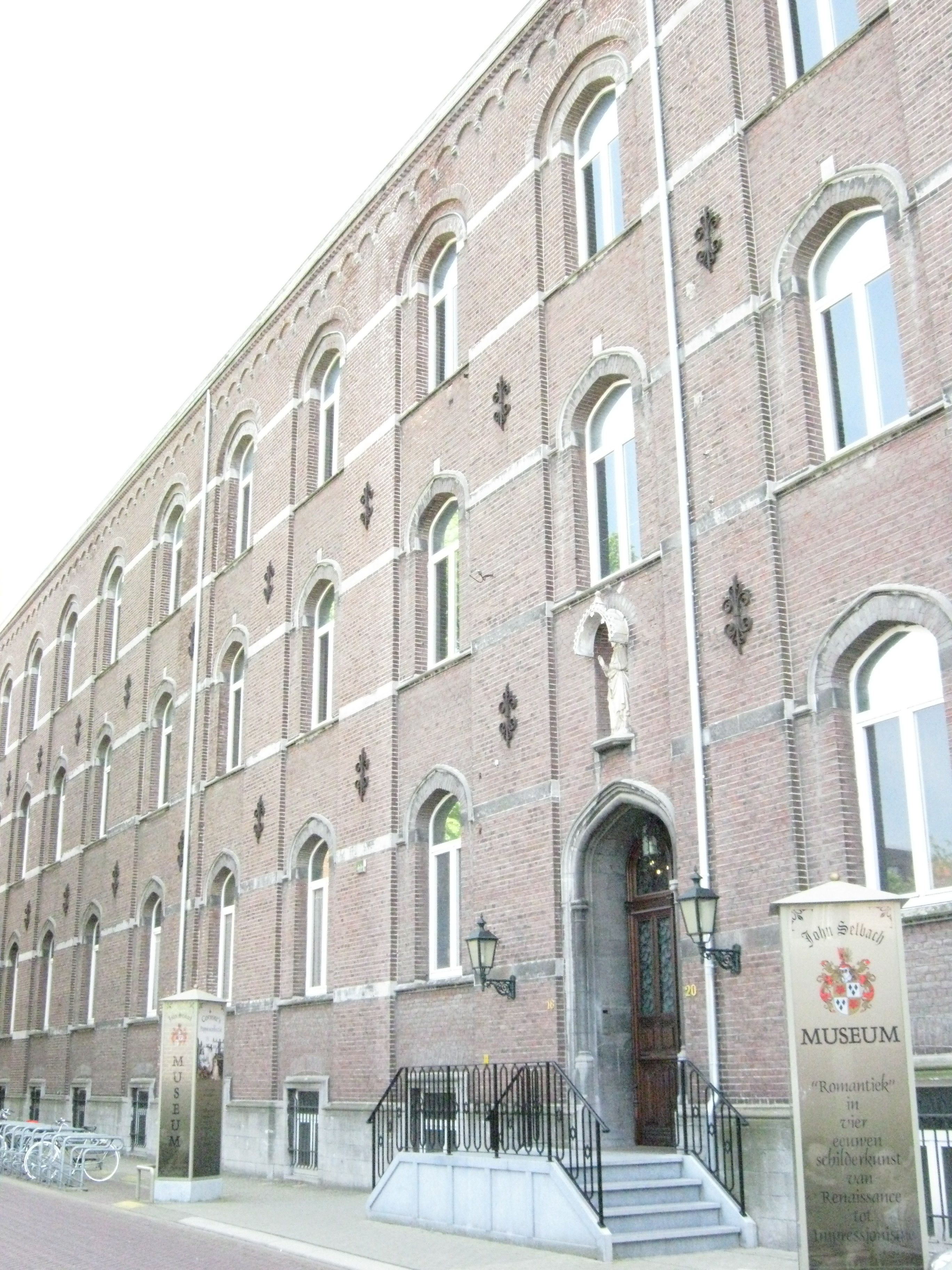
Voorgevel

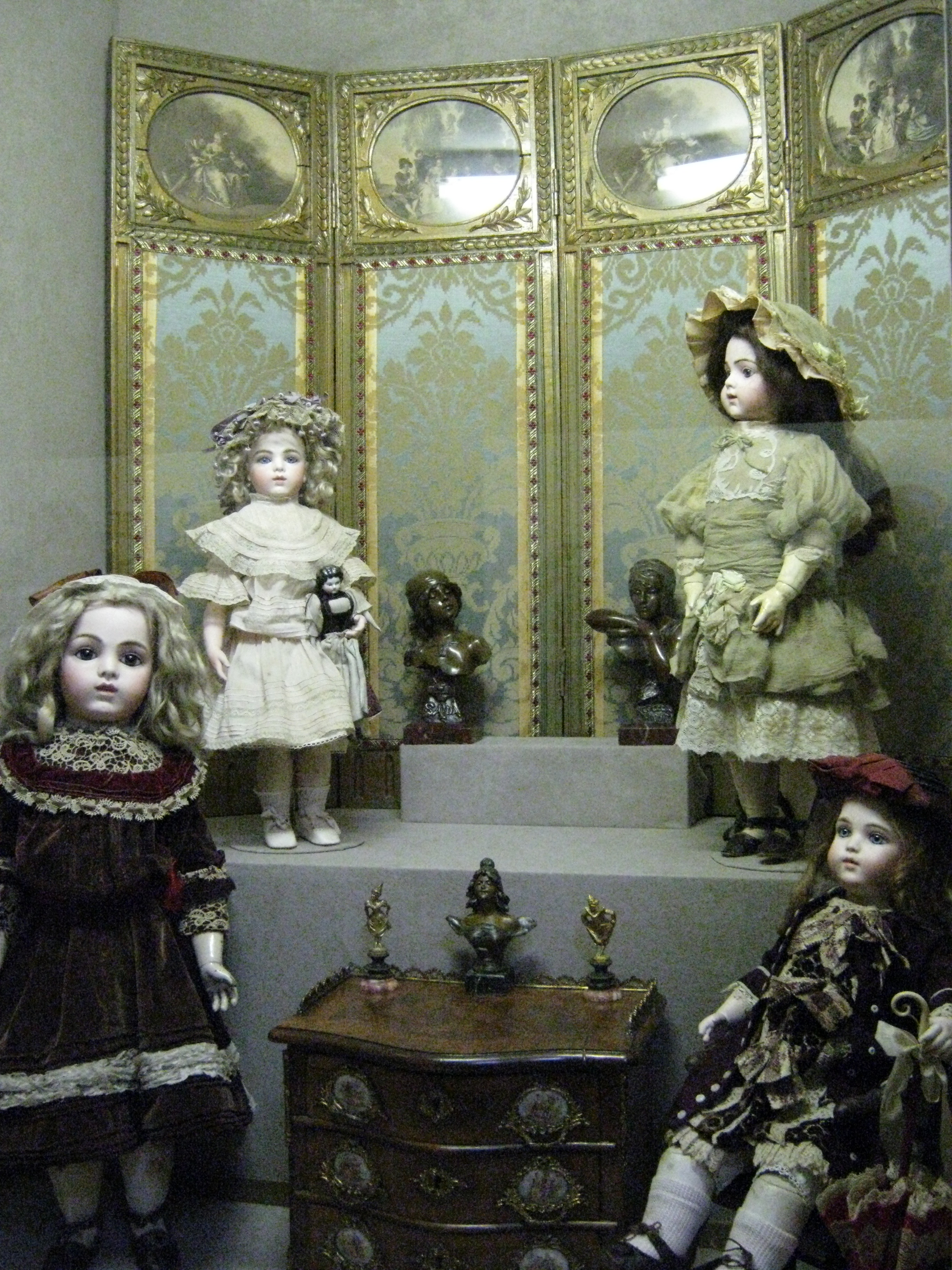
Poppen in het museum

Het John Selbach Museum herbergt een collectie antieke objecten en beeldende kunst van de John Selbach Stichting. Het museum is gevestigd in het voormalige Ursulinenklooster aan de Boomgaardstraat in het centrum van Maaseik.

## Ontstaan
John Selbach (1921-2019) was zijn hele leven een verwoed verzamelaar van kunst en antiek uit de zestiende tot de twintigste eeuw. Zo bracht hij honderden schilderijen bijeen, maar ook beeldhouwwerken, meubelen en sierobjecten. Zijn partner voegde daar een collectie antieke poppen met accessoires en speelgoed aan toe. Het was voor deze laatste verzameling dat in 1994 aan de Grote Gracht in Maastricht een Poppenmuseum werd geopend. Na tien jaar besloot het paar de volledige collectie onder te brengen in één gezamenlijk museum: het John Selbach Museum. Het museum is gevestigd in het voormalige Ursulinenklooster te Maaseik.

## Collectie

### Schilderijen
De kerncollectie van het John Selbach Museum bestaat uit schilderijen. Er hangen een 700 stuks verspreid over de eerste en tweede verdieping van het museum. De eerste verdieping bevat werken uit de zestiende tot achttiende eeuw terwijl de tweede volledig is bestemd voor de negentiende eeuw. Deze laatste periode is het best vertegenwoordigd. De nadruk ligt op de Lage Landen: Nederland en België. 
De kern van de schilderijencollectie wordt gevormd door vertegenwoordigers van de negentiende-eeuwse academiën uit Amsterdam, Den Haag en Antwerpen. De leerlingen van o.a.Andreas Schelfhout zijn goed vertegenwoordigd. De Haagse School en Larense School met een bredere penseelvoering zijn eveneens sterk aanwezig met werken van Jozef Israëls, Willem Roelofs, Bernard De Hoog en de gebroeders Maris,
Jacob, Willem.   De negentiende-eeuwse afdeling is ingedeeld volgens bepaalde artiesten of kunstenaarsfamilies, maar ook rond typisch burgerlijke thema’s zoals marines met Hendrik Willem Mesdag, stadsgezichten met Cornelis Springer, winterlandschappen met Charles Leickert, kaarslichtschilderingen met Petrus van Schendel of dierenschilderingen met Wouterus Verschuur. Nergens anders in de Lage Landen wordt de academische romantiek in al haar variëteiten belicht, zoals hier. De grote stijlevoluties uit de zestiende tot achttiende eeuw, van renaissance tot rococo, zijn hier gerepresenteerd.

### Poppen en speelgoed
De tweede kerncollectie die de volledige derde verdieping van het gebouw in beslag neemt, is het poppen- en speelgoedmuseum van gastvrouw Corinne. Het bevat ruim vierhonderd antieke poppen waarvan de vroegste dateren uit de late achttiende eeuw en de meest recente uit begin twintigste eeuw. Alle bekende fabrikanten uit de negentiende-eeuwse Duitse en Franse taalgebieden zijn vertegenwoordigd met namen als Jumeau, Bru, Gaultier, Armand Marseille, Kestner en Simon & Halbig. De poppen in diverse materialen, van papier-maché tot porselein, vaak uitgerust in kledij volgens de mode van die tijd, zijn voorzien van meubilair en huisraad zodat het miniatuurbeelden zijn van de toenmalige samenleving. Naast poppen is er een ruim aanbod aan ander antiek speelgoed zoals teddyberen, blikken speelgoed, stoommachines, automatica, treintjes, kinderwagens, keukentjes. Kortom: Een wereld in miniatuur.

### Stijlkamers
Op de benedenverdieping van het museum zijn er verscheidene stijlkamers.Deze kamers zijn in een bepaalde stijl ingericht, van renaissance over Lodewijk XVI-stijl naar Biedermeier. Er worden meubelen gecombineerd met beeldhouwwerken, schilderijen en sierkunsten.
De kamers geven een mooie beeld van de leefgewoontes van de vroegmoderne West-Europese burgerij.

## Overlijden
John Selbach overleed op 19 maart 2019 te Maaseik.